# Bergantín mercante Espíritu Santo
El Espíritu Santo era un bergantín mercante de principios del siglo XIX que navegaba entre España y América del Sur, propiedad de Martín Elordi. Su capitán era Francisco Paula de Fernández.
Su nombre pasa a la historia por dar aviso de una posible flota británica que parecía querer invadir el Virreinato del Río de la Plata durante las Guerras Napoleónicas. La noticia hizo poner en alerta al virrey Rafael de Sobremonte y dio comienzo a la ejecución del plan de defensa, pero la flota era parte de la expedición de David Baird a la colonia holandesa de Ciudad del Cabo, de donde Home Riggs Popham formara la expedición de invasión al Virreinato (Invasiones Inglesas) durante 1806.

## Cronología
En diciembre de 1805 arribó a Salvador de Bahía en Brasil y avistó una flota inglesa; el 7 de diciembre zarpó con un cargamento de aguardiente y café con rumbo a Buenos Aires.
El 2 de enero de 1806 llegó al puerto de la Ensenada de Barragán, donde su capitán fue interrogado por el alférez Navarro por pedido del Capitán de Puerto Santiago de Liniers. Da la noticia de lo visto en Salvador de Bahía. Al momento de llegar a la Ensenada estaba tripulado por 14 hombres y llevaba un pasajero.